# Prostowód

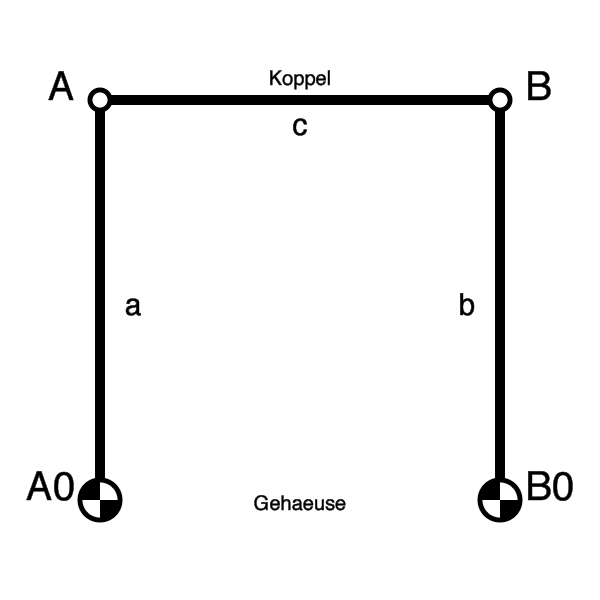
Połączenie w równoległobok. Przeguby A i B pozostają nieumocowane

Prostowód — urządzenie mechaniczne służące do zamiany ruchu obrotowego na postępowy. Urządzenie to skonstruowane jest ze sztywnych prętów połączonych obrotowo w ten sposób, że część połączeń jest unieruchomiona, a pozostałe mogą się poruszać po ściśle określonych torach, przy czym co najmniej część - po linii prostej. Jeżeli osie obrotu wszystkich połączeń mają taki sam ściśle określony kierunek, wówczas ruch wszystkich elementów prostowodu odbywa się w jednej płaszczyźnie. 
Najprostsze urządzenie o kształcie równoległoboku, w którym w dwóch wierzchołkach są przeguby są umocowane na stałe, a dwa pozostałe się poruszają nie jest w ścisłym tego słowa znaczeniu prostowodem. Urządzenie takie zapewnia jednak równoległy ruch pręta o nieumocowanych końcach w jednej płaszczyźnie.

## Przykłady prostowodów
| Rodzaj połączenia    | Animacja ilustrująca działanie |
| -------------------- | ------------------------------ |
| Czebyszewa           | kliknij aby zobaczyć           |
| Hoekensa             | kliknij aby zobaczyć           |
| Sarrusa              | kliknij aby zobaczyć           |
| Peaucelliera-Lipkina | kliknij aby zobaczyć           |
| Watta                | kliknij aby zobaczyć           |